# Dąbkowice (Darłowo)
Dąbkowice (deutsch Damkerort) ist ein Dorf in Hinterpommern. Es gehört heute zur Landgemeinde Darłowo (Rügenwalde) im Powiat Sławieński (Kreis Schlawe) der polnischen Woiwodschaft Westpommern.

## Geographische Lage
Das kleine Fischerdorf  liegt auf der Nehrung zwischen Ostsee und Buckower See (Jezioro Bukowo), neun Kilometer südwestlich von Dąbki (Neuwasser), mit dem es als früherer Wohnplatz historisch verbunden ist.

## Name
Der deutsche Name soll in der ersten Silbe vom slawischen Wort für „Eiche“ abgeleitet sein, bedeutet also so viel wie „Eichenort“.

## Geschichte

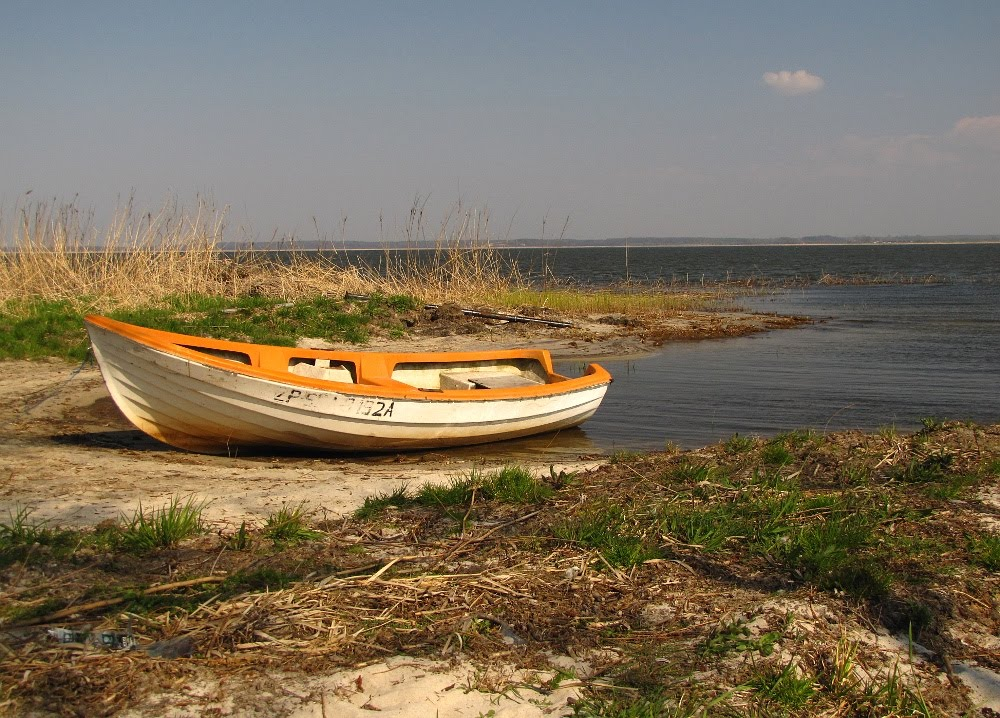
Buckower See bei Damkerort

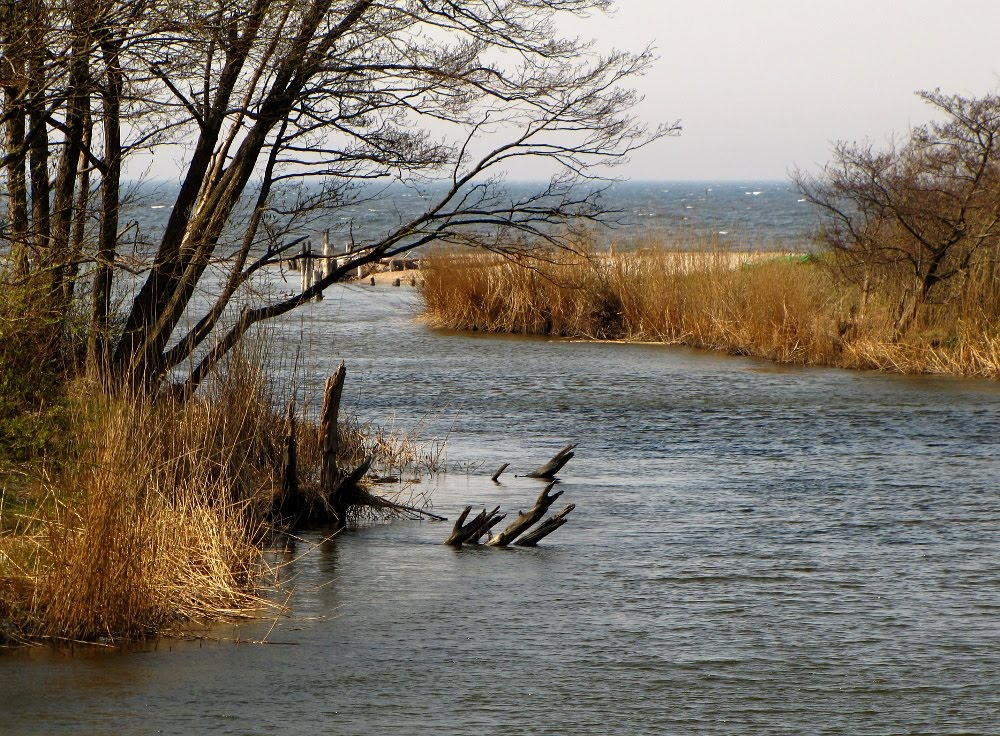
Kanal zwischen Ostsee und Buckower See bei Damkerort

Damkerort ist bis 1945 eine Ortschaft der Gemeinde Neuwasser gewesen und mit diesem zum Amt Büssow (Boryszewo) im Landkreis Schlawe i. Pom. und zum Standesamt Büssow (mit Sitz in See Buckow (Bukowo Morskie)) verbunden gewesen.
Die Ostsee hat immer wieder die Nehrung durchbrochen. Je Jahrhundert rechnete man mit acht Sturmfluten. Im Jahre 1801 riss die See fünf Häuser weg. Es gab das Angebot, das Dorf auf den Heidlück im Forst von Eventin (Iwięcino) zu verlegen, was die Dorfbewohner allerdings ablehnten.
Um 1913/14 gab es wieder ein Hochwasser mit schweren Schäden. 1925 wurde östlich des Ortes der heutige Verbindungsgraben vom Buckower See zur Ostsee angelegt, das so genannte „Buckower Deep“. Außerdem befestigte man die Nehrung durch Bepflanzung.
Die Damkerorter Fischer waren im Buckower See fischereiberechtigt. Die Fischerei war der Haupterwerbszweig der Bewohner, einige ergänzten ihre Arbeit in der Landwirtschaft und Viehhaltung. Der Fremdenverkehr hatte bis 1945 noch keine Bedeutung.
Im Jahre 1818 lebten in Damkerort 51 Menschen, 1871 waren es 42. Danach wurden die Damkerorter nicht mehr getrennt von den Einwohnern der Gemeinde Neuwasser gezählt.
Gegen Ende des Zweiten Weltkriegs besetzten am 6. März 1945  sowjetische Truppen, von Westen kommend, die Nehrung mit Damkerort und Neuwasser. In Neuwasser verblieb bis 1948 eine Kommandantur der Roten Armee.
Erst 1948 wurden Neuwasser und Damkerort von den Sowjets unter polnische Verwaltung gestellt. Damkerort erhielt den polnischen Ortsnamen Dąbkowice. Die einheimischen Dorfbewohner wurden vertrieben.
Heute gehört Dąbkowice zur Gmina Darłowo im Powiat Sławieński (Kreis Schlawe).

## Kirche
Damkerort mit seinen überwiegend evangelischen Einwohnern gehörte bis 1945 zum Kirchspiel See Buckow (Bukowo Morskie). Der Kirchgang zur Dorfkirche im Pfarrort erfolgte per Boot über den Buckower See.

## Schule
Damkerort hatte seit 1914 eine eigene Schule, die etwa 15 Kinder besuchten. Der Lehrer wohnte am Ort.